# Boulazac
Boulazac foi uma comuna francesa na região administrativa da Nova Aquitânia, no departamento Dordonha. Estendia-se por uma área de 14,59 km². Em 2010 a comuna tinha 11 058 habitantes (densidade: 757,9 hab./km²).
Em 1 de janeiro de 2016, passou a formar parte da nova comuna de Boulazac Isle Manoire.

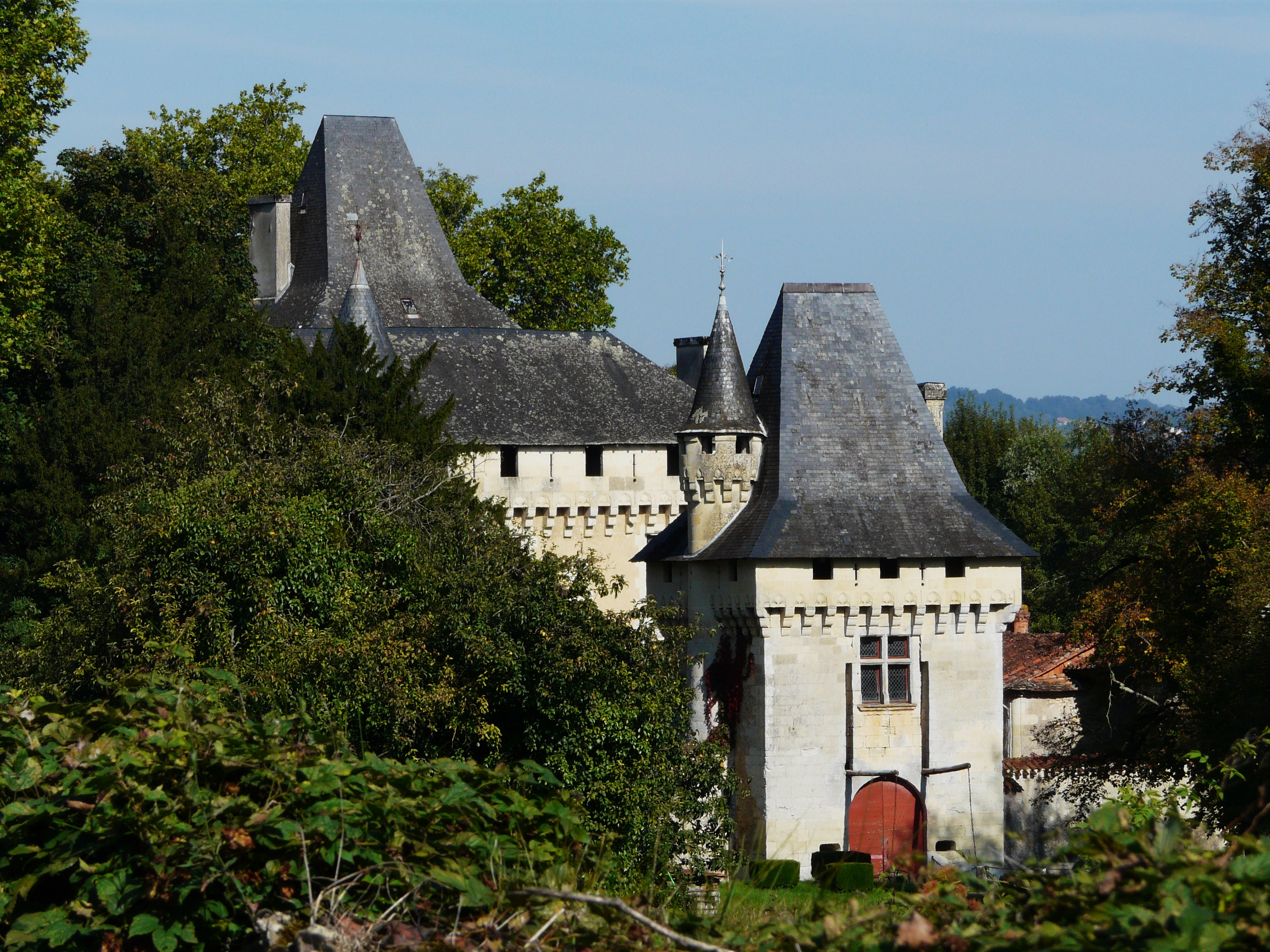
Le château du Lieu-Dieu